# Annika R. Malmberg
Annika R. Malmberg, folkbokförd Rut Annika Malmberg Hamilton, ogift Risberg, född 31 maj 1963 i Hägerstens församling i Stockholm, är en svensk författare och föreläsare. 
Hösten 2009 kom hon ut med boken Ta skit! Och gör det till guld om konsten att ta och ge kritik. Våren 2010 medverkade hon med åtta andra författare i boken Ja! 2010 och 2012 gav hon ut boken Guldläge - så lyckas du som butikssäljare. Hösten 2014 kom boken Tändvätska - konsten att brinna utan att brinna upp om att en anledning till att vi inte mår bra ofta är att vi får anstränga oss för sällan, att vi har för få utmaningar eller är frustrerade över att vi totalt kört fast – om vi gör mer så mår vi bättre, det gäller bara att göra mer av rätt saker. Make it work - en guide till fungerande relationer handlar om hur man blir bättre på att acceptera att andra människor inte alltid är som en själv. I december 2021 kom hon ut med boken Relationskompassen: 10 knep för att inte tappa bort varandra (Mondial).
Hon har medverkat i ett antal radio- och TV-program.
Annika R. Malmberg var 1990–2003 gift med Fredrik Malmberg (född 1958) och är sedan 2012 gift med personaldirektören Johan Hamilton (född 1961), sonson till Hugo Hamilton.